# السحسحية (ملحان)

تعديل مصدري - تعديل

السحسحية هي إحدى قرى عزلة همدان بمديرية ملحان التابعة لمحافظة المحويت، بلغ تعداد سكانها 133 نسمة حسب تعداد اليمن لعام 2004.